# Tõnis Mölder

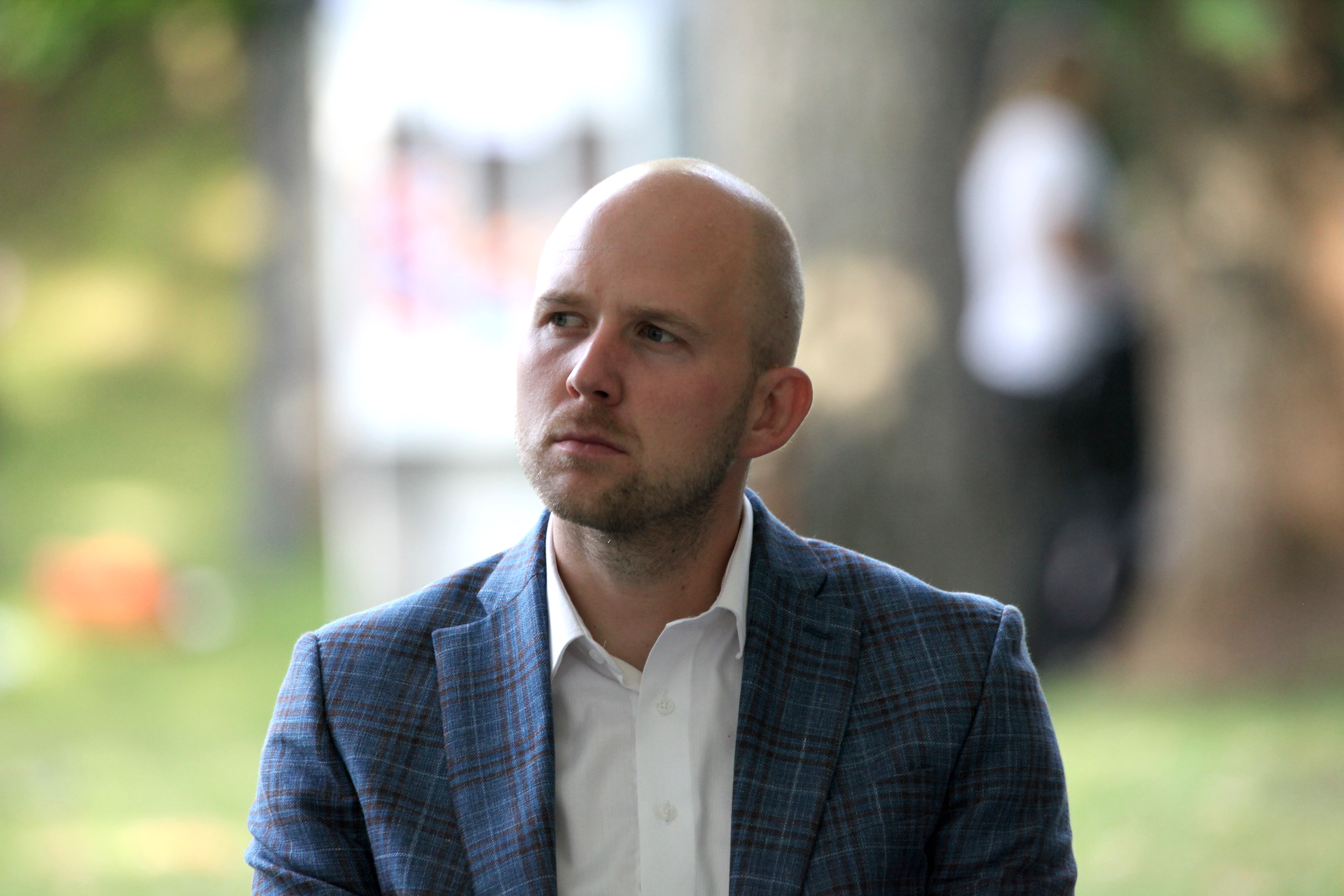
Tõnis Mölder (2021)

Tõnis Mölder, född 9 oktober 1989 i Lihula i Läänemaa, är en estnisk statsvetare och politiker. Han tillhörde Estniska centerpartiet från 7 april 2008 till september 2023 då han istället blev medlem i det nationalkonservativa partiet Isamaa. Under 2021 var han Estlands miljöminister i Kaja Kallas regering.

## Biografi
Mölder växte upp i Lihula och avlade examen vid gymnasiet där 2009. Redan under gymnasietiden blev han medlem i Centerpartiet. Han studerade statsvetenskap vid Tallinns universitet från 2009 till 2015.
Mölder arbetade från 2010 till 2011 i stadsdelsförvaltningen i Pirita i Tallinn. Från 2011 till 2013 var han rådgivare till Tallinns borgmästare, Centerpartiets dåvarande partiledare Edgar Savisaar. Från 2013 till 2017 var han stadsdelsordförande i Pirita och från 2017 till 2019 ställföreträdande borgmästare i Tallinn. Han tog steget till det nationella planet 2019 då han valdes in i Riigikogu för Centerpartiet. 2021 utsågs han till miljöminister i Kaja Kallas mittenkoalitionsregering och tillträdde 26 januari. Han lämnade posten 17 november samma år till följd av att han led av ett spelberoende.
I september 2023 lämnade Mölder Centerpartiet för att bli medlem i Isamaa. I februari 2024 lämnade han Isamaa i samband med att säkerhetspolisen misstänkte honom för mutbrott. Mölder avsåg att sitta kvar i Riigikogu som partilös.

## Privatliv
Mölder är sedan 2017 gift med Heliise Mölder och har en dotter tillsammans med henne.